# 乌拉圭奥林匹克委员会
乌拉圭奥林匹克委员会（西班牙語：Comité Olímpico Uruguayo，IOC编码：URU）是代表乌拉圭的国家奥林匹克委员会。乌拉圭奥林匹克委员会成立于1923年，并于同年获得国际奥林匹克委员会的认可。该组织也是泛美体育组织的成员。

## 外部连结
- 官方网站 （西班牙文）